# Semiramis (gruppo musicale)
I Semiramis sono un gruppo musicale rock progressivo italiano proveniente da Roma.
Nel 2014, quarant'anni dopo lo scioglimento, tre dei membri storici hanno deciso di riprendere le fila del progetto anche con nuove uscite discografiche, Culminato nel 2024 con il secondo album La fine non esiste.

## Storia del gruppo

### Primi anni
I Semiramis nacquero nel 1970 con il nome Ipotesi di una Metamorfosi, che vedeva tra i suoi componenti Maurizio Zarrillo (tastiera), Marcello Reddavide (basso), Memmo Pulvano (batteria) e Maurizio Macos (voce). L'anno seguente, con l'ingresso di Michele Zarrillo, il gruppo cambiò nome in Semiramis.
Nel periodo immediatamente successivo tennero una lunga serie di concerti e partecipazioni ai festival del rock d'avanguardia degli anni settanta; tra i più importanti da citare: Be-In, di Napoli, Palasport di Roma e Torino, Festival Rock di Nettuno, Teatro Politeama di Palermo. Per la partecipazione al Festival Rock di Villa Pamphili, Macos viene sostituito dal quindicenne Michele Zarrillo (fratello di Maurizio) che, oltre a cantare, ricopre anche il ruolo di chitarrista. Michele Zarrillo proviene anch'esso da un altro gruppo romano: I Piccoli Lords. Dopo Villa Pamphili, Pulvano lascia il gruppo per motivi personali, venendo sostituito da Settimio Corà, batterista dei Piccoli Lords. Quando quest'ultimo lascia il gruppo per incompatibilità, Giampiero Artegiani propose al gruppo di acquisire Paolo Faenza come batterista e vibrafonista, portando così la formazione definitiva.
Nel 1973 partecipano al Festival Pop di Viterbo insieme ad altri artisti come Alan Sorrenti e Mauro Pelosi.

### Dedicato a Frazze lo scioglimento
Con la formazione al completo i Semiramis realizzarono il concept album Dedicato a Frazz, in puro stile progressive, con influenze anglo/mediterranee, come d'altronde succedeva per la maggior parte dei gruppi italiani. Il personaggio Frazz è uno psicopatico in conflitto con il mondo che lo circonda, e finisce per risolvere il suo dramma interiore suicidandosi. Il nome Frazz nasce dalle iniziali dei cinque componenti (Faenza - Reddavide - Artegiani - Zarrillo - Zarrillo). L'album, prodotto dalla Trident Records, vanta una copertina diventata cult per gli amanti del rock progressivo italiano, che fu realizzata da Gordon Faggetter. L'album fu definito dalla critica del settore una pietra miliare del rock progressive italiano, e, dopo oltre 40 anni, viene ristampato e venduto ancora in tutto il mondo.
Nel 1974 Reddavide parte per il servizio militare e lascia il gruppo. Anche Maurizio Zarrillo abbandona poco tempo dopo. I due vengono sostituiti da Julio Ferrarin (tastiera) e Tony Massarutto (basso). Con questa formazione i Semiramis tengono qualche concerto, ma poco dopo si sciolgono definitivamente. Gli unici a restare nell'ambiente sono Giampiero Artegiani, cantautore in attività dal 1983 al 1993, nonché produttore e autore, oltre di testi per Michele Zarrillo e di musiche per Franco Califano, della ormai celeberrima Perdere l'amore, affidata a Massimo Ranieri per il Festival di Sanremo del 1988, concluso da vincitore, e il predetto Michele Zarrillo, ancor oggi sulla breccia come cantante e cantautore di successo, presente anche al Festival di Sanremo 2017.

### Ritorno
Su iniziativa di Paolo Faenza, dopo circa 44 anni dall'uscita di Dedicato a Frazz i Semiramis tornano sulla scena con una nuova formazione che vede, oltre a Paolo Faenza, Maurizio Zarrillo e Giampiero Artegiani, i veterani della band, anche Ivo Mileto (basso), Rino Amato (tastiere), Antonio Trapani (chitarra elettrica) e la voce di Vito Ardito. Dal 2016 hanno ripreso il via per una nuova serie di concerti in Italia e all'estero, con la possibile realizzazione di un nuovo album in studio. Michele Zarrillo e Marcello Reddavide, invece, hanno preferito non riprendere l'avventura con i vecchi compagni. Il 7 luglio 2017 muore improvvisamente a Roma Maurizio Zarrillo, per cui Daniele Sorrenti ritorna in formazione alle tastiere per completare il gruppo.
Il 4 febbraio 2019 Artegiani è morto dopo una lunga malattia.

## Formazione
Attuale
- Paolo Faenza – batteria, vibrafono (1972-1974, 2014-presente)
- Ivo Mileto – basso (2014-presente)
- Daniele Sorrenti – tastiere, flauto (2014-presente)
- Emanuele Barco – chitarra elettrica e classica (2018-presente)
- Giovanni Barco – voce (2023-presente)
- Marco Palma – chitarra acustica (2023-presente)

Ex-componenti
- Maurizio Macos – voce (1970-1971)
- Memmo Pulvano – batteria (1970-1972)
- Michele Zarrillo – voce, chitarra (1972-1974)
- Marcello Reddavide – basso (1970-1974)
- Maurizio Zarrillo – tastiera (1970-1972, 2014, 2017), voce (1972)
- Antonio Trapani – chitarra elettrica e classica (2014, 2017)
- Giampiero Artegiani – chitarra acustica (1972-1974, 2014, 2017-2019)
- Rino Amato – tastiera (2017-presente)
- Vito Ardito – voce, chitarra acustica a 12 corde (2014-2022)

## Discografia

### Album in studio
- 1973 – Dedicato a Frazz
- 2024 – La fine non esiste

### Album dal vivo
- 2017 – Frazz Live